# Скалов Костянтин Анатолійович
Костянтин Анатолійович Скалов — український військовослужбовець, майор Збройних сил України, учасник російсько-української війни, що відзначився у ході російського вторгнення в Україну у 2022 році.

## Нагороди
- орден Богдана Хмельницького II ступеня (24 квітня 2022) — за особисту мужність і самовіддані дії, виявлені у захисті державного суверенітету та територіальної цілісності України, вірність військовій присязі[1].
- орден «Богдана Хмельницького» ІІІ ступеня (28 березня 2022) — за особисту мужність і самовіддані дії, виявлені у захисті державного суверенітету та територіальної цілісності України, вірність військовій присязі[2].
- Нагрудний знак  «За заслуги перед Збройними Силами України » (15 березня 2022)